# Platynus longicollis
Platynus longicollis är en skalbaggsart som beskrevs av James Everhard Benedict. Platynus longicollis ingår i släktet Platynus och familjen jordlöpare. Inga underarter finns listade i Catalogue of Life.